# Lagis neapolitana
Lagis neapolitana är en ringmaskart som först beskrevs av Jean Louis René Antoine Édouard Claparède 1869.  Lagis neapolitana ingår i släktet Lagis och familjen Pectinariidae. Inga underarter finns listade i Catalogue of Life.